# Куйбишевське (Калінінградська область)
Куйбишевське (рос. Куйбышевское) — селище Гвардійського міського округу, Калінінградської області Росії. Входить до складу Зоринського сільського поселення.
Населення — 223 особи (2015 рік).

## Населення
| 2002 | 2010 |
| ---- | ---- |
| 232  | ↘223 |